# Mai sulla bocca
Mai sulla bocca è un film del 2003 diretto da Alain Resnais.

## Trama
La francese Gilberte sposa l'americano Eric, il matrimonio fallisce e lei torna in Francia dove scopre di essere libera dato che il consolato non ha riconosciuto l'unione.
Può quindi sposare l'industriale Georges senza rivelargli questo piccolo particolare e obbligando la sorella Arlette al silenzio.
Tempo dopo Eric entra in contatto con Georges per motivi di lavoro generando equivoci e malintesi.

## Riconoscimenti
- 2004 - Premio César
  - Migliore attore non protagonista (Darry Cowl)
  - Migliori costumi
  - Miglior sonoro
- 2004 - Premio Lumière
  - Miglior regista